# Lyon Mountain
Lyon Mountain – jednostka osadnicza w Stanach Zjednoczonych, w stanie Nowy Jork, w hrabstwie Clinton.